# Dyscia duponti
Dyscia duponti är en fjärilsart som beskrevs av Thierry-mieg 1910. Dyscia duponti ingår i släktet Dyscia och familjen mätare. Inga underarter finns listade i Catalogue of Life.